# Isohypsibius josephi
Isohypsibius josephi är en djurart som tillhör fylumet trögkrypare, och som först beskrevs av Iharos 1964.  Isohypsibius josephi ingår i släktet Isohypsibius och familjen Hypsibiidae. Inga underarter finns listade i Catalogue of Life.